# Chuck Conner
Pour les articles homonymes, voir Conner.
Chuck Conner, né le 30 décembre 1957, est un homme politique américain. Membre du  Parti républicain. il est de 2005 à 2009 Secrétaire-Adjoint à l’Agriculture des États-Unis.
Nommé par George W. Bush, à ce poste le 2 mai 2005, il est aussi un des principaux conseillers de son Mike Johanns, le secrétaire en titre. Il est nommé Secrétaire à l'Agriculture par intérim (Acting Secretary) le 20 septembre 2007 en remplacement de Mike Johanns qui démissionne pour pouvoir se présenter aux sénatoriales de 2008. Il occupe cette fonction jusqu'à ce que le nomination du nouveau Secrétaire, l'ancien gouverneur du Dakota du Nord, Ed Schafer soit confirmée par le Sénat américain le 28 janvier 2008.

## Vie privée
Conner est marié et père de quatre enfants.